# Szent Kanut-székesegyház (Odense)
A Szent Kanut-székesegyház (dánul: Sankt Knuds Kirke, de nevezik Odensei székesegyháznak is) egy, a középkorban épült templom a dániai Odensében, a Syddanmark régióban Fyn-szigeten (korábban: Fyn megye). A templom - névadója szent mivoltával ellentétben - az evangélikus Dán Népegyházhoz tartozik, ma is evangélikus templomként működik.

## Története
A templom névadója IV. Knut dán király volt, akit a közeli Szent Albán-templomban gyilkoltak meg 1083-ban. Először egy fatemplomot emeltek ezen a helyen, amit  1093-ban szenteltek fel. IV. Knutot 1101-ben avatta szentté II. Paszkál pápa, ekkor helyezték el az ő és testvére, Benedek  maradványait a templomban. Az épület azonban a IV. Erik és testvére, Ábel közti vetélkedés áldozata lett, 1241-ben ugyanis a harcok során leégett. Az újjáépítés már a gótika időszakában zajlott, 1499-ben szentelték a kőből és téglából épült új - lényegében ma is látható - székesegyházat. A templom a protestantizmus 16. századi dániai elterjedését követően lett az evangélikus egyházé. Az 1870-es években a székesegyházat felújítása során bukkantak a kriptára, melyben megtalálták IV. Knut, és testvére maradványait.

### Királysírok
Bár a dán uralkodók hagyományos temetkezési helye a 15. századtól a Roskildei székesegyház, a Szent Kanut-székesegyházban található, évszázadokon keresztül helyeztek el itt is uralkodókat és családtagjaikat. A királyi család itt nyugalomra helyezett tagjai:
- IV. Knut dán király
- IV. Knut testvére, Benedek
- III. Erik dán király
- II. Keresztély dán király
- János dán király
- Krisztina szász hercegnő
- Habsburg Izabella dán királyné

## Építészete
A templom eredeti építőinek neve nem maradt fenn. A templomot az évszázadok alatt számos alkalommal átépítették, kiegészítették. Oltárát 1521-ben Claus Berg  német származású szobrász és festőművész készítette. Jelenleg 62 méter hosszú és 22 méter széles, a középkori dán birodalom legnagyobb templomainak egyike, térhatásában talán a legmonumentálisabb egész Dániában. Egyetlen homlokzati tornya (ép.: 1586) és homlokzata vörös téglafelületekkel és tagozatokkal rendelkezik.
A templom háromhajós elrendezésű, bazilikális rendszerű, az észak-európai gótika szabályai szerinti kialakítású. Csillagboltozatos mezőkkel fedett főhajója oldalfalain széles karzati nyílások találhatók. Hangulata egyszerű, puritán, amihez hozzájárulnak a meszelt falfelületek.

## Fordítás
- Ez a szócikk részben vagy egészben  a   Cathédrale Saint-Knud d'Odense című francia Wikipédia-szócikk ezen változatának fordításán alapul.  Az eredeti cikk szerkesztőit annak laptörténete sorolja fel. Ez a jelzés csupán a megfogalmazás eredetét és a szerzői jogokat jelzi, nem szolgál a cikkben szereplő információk forrásmegjelöléseként.